# 마동석
마동석(본명: 이동석, 영어: Don Lee, 1971년 3월 1일~)은 한국계 미국인 배우이다.

## 학력
- 콜럼버스 주립 커뮤니티 칼리지 스포츠경영학(전문학사)

## 생애
1989년 18살 때 가족 모두가 미국으로 이민을 갔으며, 이민 초기에 미국 국적을 취득하였다. Columbus State Community College에서 Sports & Fitness Management를 전공하였으며 보디빌더와 헬스 트레이너로 활동하면서 입지를 쌓았다. 종합격투기 선수 마크 콜먼, 케빈 랜들맨의 개인 트레이닝을 담당하기도 했다. 이후 다시 한국으로 돌아와 2004년 영화 《바람의 전설》과 《천군》을 시작으로 배우로 데뷔하여 《이웃사람》, 《범죄와의 전쟁: 나쁜놈들 전성시대》 등에 출연하며 충무로에 안착했다. 그리고 영화 《부산행》에서 윤상화 역으로 출연하며 천만 배우에 합류하였고, 영화 《범죄도시》에 제작자와 주연으로 참여하며 천만 배우를 이어갔다. 또한 2019년에는 마블 스튜디오 제작 영화 《이터널스》에서 길가메시 역을 맡으며 할리우드에 진출했다. 현재 영화 《범죄도시》가 3편까지 이어지며 성공을 거두고, 앞으로 8편까지 제작될 예정이다.
2016년 11월 18일 전 국가대표 스트랭스 코치 예정화와 열애를 공식적으로 인정했다. 같은 소속사로 친분을 맺었고, 이후 운동이라는 공통 관심사를 통해 연인으로 발전한 것으로 알려졌다. 앞서 예정화는 방송을 통해 마동석을 이상형으로 꼽아왔다. 2021년 5년간 사귀어왔던 예정화와 혼인신고를 하여 부부가 되었다. 2024년 5월 26일 서울 모처에서 혼인신고 3년만에 비공개 결혼식을 올렸다.

## 복싱과 액션
사람들은 보통 마동석을 파워리프팅 운동을 한 트레이너 출신으로만 알고 있지만, 사실 그는 오랫동안 복싱을 수련했다.
그의 중학생 시절, 영화 '록키'를 보고 감명을 받아 복싱을 시작한 그는 현재까지 30년이 넘는 세월 동안 복싱을 수련해왔다. 한때 선수를 꿈꿨고 가난한 집안 형편 상 포기할 수밖에 없었지만 마동석의 프로 선수급 복싱 실력은 영화계의 사람들뿐만 아니라 많은 사람들에게 익히 알려져 있다. 미국에서도 다양한 스타일의 복싱을 경험했고, 100전이 넘는 스파링의 경험이 있는 베테랑이다.
그는 불의의 사고로 목숨을 잃을 뻔 했고 또한 척추 골절과 어깨 골절과 같은 여러 부상들을 당해 한동안 복싱을 하지 못했던 때도 있었으나, 그 모든 걸 견뎌내고 아직까지도 재활을 하며 복싱을 수련하고 있다.
바로 이것이 그의 독보적인 액션 연기의 강력한 바탕이 되고 있다.
또한, 마동석은 파워풀한 액션을 구현해내기에 유리한 타고난 힘을 가지고 있다. 촬영 중 소품이 준비가 안되어 실제 문을 주먹으로 부수는 장면이나 배우 김무열의 가죽점퍼를 맨손으로 뜯어낸 일화, 와이어 없이도 사람을 번쩍 들어버리는 등 다른 사람들은 흉내 내기 힘든 독보적인 액션을 선보인다.
마블 영화 '이터널스' 촬영 중에도 그의 액션은 호평을 받았고 이 아시아 배우의 복싱 실력과 액션 디자인 방식에 헐리우드 무술팀도 감탄하며 환호했다는 후문이다.
대한민국 최고의 액션 감독이라 불리는 허명행 감독은 "마동석 선배님은 오랜 시간 훈련된 복싱과 파워로 평범한 동작들을 파워풀한 액션으로 만들어 내는 타고난 능력이 있다. 그래서 액션을 배워서 하는 배우들이나 실제 격투가들도 따라 하기 힘들다" 라고 전했다. 또한 "그와 함께 촬영해 본 배우와 스태프들은 항상 놀라워 한다" 라고 전했다.
전 한국 KBC 라이트급 챔피언 이사야 복싱 관장은 "마동석은 실제 헤비급 복서로서도 강한 펀치력과 내구력을 갖췄으며, 항상 복싱 체육관에서도 복싱을 응용한 다양한 액션들을 늘 연구하고 훈련한다." 라고 말했다.
또한 대한 팔씨름 연맹의 대표 배승민 회장은 "마동석은 현재 팔씨름 연맹의 이사이며, 영화 '챔피언'의 아시아 시장의 대박 행진 이후, 한국 팔씨름의 발전에 큰 영향을 미쳐 엄청난 수의 동호인과 선수들이 늘고 활성화됐다. 마동석 표 액션의 영향력은 대단하다" 라고 마동석의 영향력에 대해 언급했다.
뿐만 아니라 그와 함께 작업했던 여러 감독들와 배우들은 "옆에서 복싱하는 걸 보면 육중한 몸에도 날렵해서 놀랍다", "그 누구의 액션보다 통쾌하고 파워풀하다", "남들이 이틀 걸릴 분량의 액션도 완벽한 액션으로 반나절만에 완성시켜버린다. 대체불가" 라고 입을 모은다.

## 연기와 행보
한국 뿐 아니라 세계 영화의 중심부 할리우드와 아시아, 그리고 유럽을 통틀어 현재 가장 인기 있고 파워 있는 동양 배우로 꼽히는 이가 바로 마동석이다. 세계 각국에서 마동석을 알아보고 이 한국 출신의 액션 스타를 좋아해 주는 세계인들이 상당히 많다는 것은 일면 놀라울 정도. 실제로 마동석은 한국 영화를 찍는 경우에도 세계 동시 개봉을 할 수 있는 거의 유일한 동양 배우가 됐다.
영화 '부산행'에서 좀비를 맨 손으로 때려잡은 마동석은 글로벌 팬들을 열광시켰고 영화 '범죄도시', '성난황소', '악인전', '나쁜 녀석들' 등 액션 영화만으로도 대박 흥행 성공 이룬 특별한 기록을 세웠다. 영화 '신과 함께'는 국내에서의 엄청난 흥행 이후 대만 및 아시아 국가들에서도 성공을 거뒀는데 마동석의 세계적인 인기도 한 몫 했다는 평. 몇몇 국가들에서는 한국 영화 흥행 상위권 작품들이 모두 마동석의 영화일 정도다.
'악인전'으로 두 번째 칸의 기립박수를 받았고 할리우드 리메이크도 확정, 다수의 필름 마켓에서 마동석의 영화들은 개봉도 하기 전에 그 이름만으로도 세계 각국의 관심을 받고 판매로 이어지고 있다는 후문이다. 더불어 이는 그가 베이스를 두고 있는 한국 영화 자체에도 더욱 관심이 쏠리게 하는 긍정적인 역할까지 하고 있다. 일찌감치 할리우드에서는 독보적인 액션과 연기력의 마동석을 주목했고, 그는 세계에서 가장 큰 영화시장을 뒤흔드는 마블에 동양인 최초로 주연으로 발탁됐다. 이는 영화계의 역사적인 일이라고 할 만 하다.
마동석의 연기는 리얼하다. 그리고 실제로 다양한 연기를 소화할 수 있는 넓은 스펙트럼, 그리고 깊은 감정 연기까지 소화한다는 점이 세계시장으로나가는데 큰 도움이 됐다는 전언. 글로벌한 배우가 되는 것이 꿈이었던 마동석은 결국 동양 배우가 세계로 나갈 수 있는 좋은 길은 액션임을 알고 더 큰 그림을 보고 있었다.
그의 선견지명과 영리함이 보이는 부분이다. 그가 액션 영화를 계속 밀어붙였던 것이 이 같은 결과를 만들어냈다. '이미지 소비'를 언급하는 일각의 말들은 긴 마라톤 같은 배우 생활의 큰 울타리를 보지 못한, 짧은 생각이었던 것을 마동석 스스로 증명해보이고 있는 중이다.
마블 영화 촬영 중 마동석은 배우들과 스태프들이 가장 좋아하는 배우로 지목되기도 했다고. 이런 모습이 다른 한국 배우들에 대한 인식에도 긍정적으로 작용할 터. 더불어 더 많은 한국 출신 배우들이 더 큰 무대로의 기회를 얻는 것에도 도움이 될 전망이다.

## 제작자
마동석의 제작사 '빅펀치 픽쳐스(Big Punch Pictures)'에서는 이미 '범죄도시', '성난황소', '악인전' 등 여러 작품들을 기획, 제작, 또는 공동제작했다. 현재 '범죄도시' 2·3·4편, '압꾸정', ‘거룩한 밤: 데몬 헌터스’ 외 여러 상업 영화들과 저예산 독립영화들도 제작 중이다. 그 외 50여 편의 영화와 드라마들, 그리고 애니메이션과 웹툰 등의 개발도 진행 중에 있다.
마동석은 마블 캐스팅 이전부터 한국과 미국을 오가며 헐리우드와 글로벌한 작품들의 제작을 진행하고 있었고. 마동석의 헐리우드 제작사 '고릴라 8 프로덕션(Gorilla 8 Productions)'에서는 일찌감치 '악인전'의 헐리우드 리메이크 소식을 알렸다.
3년 전 헐리우드 블록버스터 '존 윅 3' 제안을 '악인전' 촬영 때문에 거절해야 했지만 이후 더 좋은 기회가 마련됐다. 마동석이 복싱을 시작하게 했던 그의 영웅 ‘록키’의 실베스터 스탤론과 ‘시카리오’의 프로듀서 브레이든 애프터굿이 이끄는 발보아 프로덕션과 한국의 비에이 엔터, 마동석의 글로벌 파트너 비앤씨 콘텐츠와 함께 헐리우드 리메이크 제작 및 주연을 확정 짓고 현재 미국의 메이저 스튜디오와 진행 중인 상황이다.
또한, 헐리우드 제작사 '스타링스 텔레비전(Starlings Television)'과 함께 마동석이 제작 및 주연으로 활약할 미국 드라마 ‘더 클럽’은 '워킹데드(THE WALKING DEAD)', '나르코스(NARCOS)', '썬즈 오브 아나키(SONS OF ANARCHY)', '하우스 오브 카드(HOUSE OF CARDS)'를 집필한 세계적인 작가 겸 프로듀서인 ‘잭 로귀디치(Jack LoGiudice)’가 합류하였다.

## 출연 작품

### 영화
범죄도시 시리즈인 1부는 범죄도시 시즌1과 범죄도시 시즌2, 범죄도시 시즌3가 있고 범죄도시 시즌4가 있다. 그리고 후펀인 2부는 범죄도시 시즌5 ~ 범죄도시 시즌8까지 있다
| 연도       | 제목                             | 감독           | 역할                 | 비고                                                                     | 일본어 더빙     |
| ---------- | -------------------------------- | -------------- | -------------------- | ------------------------------------------------------------------------ | --------------- |
| 개봉미정   | 헬 다이버스                      |                | 재비어               |                                                                          |                 |
| 개봉미정   | 피그 빌리지                      | 이상용         |                      |                                                                          |                 |
| 개봉미정   | 어벤져스 6                       |                | 길가메쉬             | 미정                                                                     |                 |
| 개봉미정   | 어벤져스 5                       |                | 길가메쉬             | 미정                                                                     |                 |
| 개봉미정   | 이터널스2                        |                | 길가메쉬             | 미정                                                                     |                 |
| 개봉미정   | 인사이드                         |                |                      | 미정                                                                     |                 |
| 개봉미정   | 지옥도시 2                       |                | 마병훈               | 미정                                                                     |                 |
| 개봉미정   | 범죄도시 8                       |                | 마석도               | 범죄도시 시리즈 2부 마지막 작품이자 최종장                               | 코야마 리키야   |
| 개봉미정   | 범죄도시 7                       |                | 마석도               |                                                                          | 코야마 리키야   |
| 개봉미정   | 범죄도시 6                       |                | 마석도               |                                                                          | 코야마 리키야   |
| 2026, 2027 | 범죄도시 5                       | 이상용         | 마석도               | 범죄도시 시리즈 2부의 첫 작품                                            | 코야마 리키야   |
| 2025       | 거룩한 밤: 데몬 헌터스           | 임대희         | 바우                 |                                                                          | 코야마 리키야   |
| 2024       | 지옥도시                         |                | 마병훈               |                                                                          |                 |
| 2024       | 천만영화 범죄도시4               | 허명행         | 마석도               | 범죄도시 시리즈 1부 마지막 작품, 광수대 부반장 제74회 베를린 국제 영화제 | 코야마 리키야   |
| 2024       | 악인전 (할리우드 리메이크)       |                |                      |                                                                          |                 |
| 2024       | 황야                             | 허명행         | 남산                 |                                                                          | 코야마 리키야   |
| 2023       | 천만영화 범죄도시 3              | 이상용         | 마석도               | 광수대 부반장                                                            | 코야마 리키야   |
| 2022       | 압꾸정                           | 임진순         | 대국                 |                                                                          | 코야마 리키야   |
| 2022       | 천만영화 범죄도시 2              | 이상용         | 마석도               |                                                                          | 코야마 리키야   |
| 2021       | 그라운드 제로                    | 김지용         | 마강재               |                                                                          |                 |
| 2021       | 이터널스                         | 클로이 자오    | 길가메쉬             | 조연                                                                     | 이나다 테츠     |
| 2019       | 시동                             | 최정열         | 이거석               |                                                                          |                 |
| 2019       | 백두산                           | 이해준, 김병서 | 강봉래               |                                                                          | 코야마 리키야   |
| 2019       | 나쁜 녀석들: 더 무비             | 손용호         | 박웅철               | 본작의 주인공                                                            | 코야마 리키야   |
| 2019       | 롱 리브 더 킹: 목포 영웅         | 강윤성         | 광주 불곰            | 특별출연                                                                 |                 |
| 2019       | 악인전                           | 이원태         | 장동수               | 본작의 주인공, 상도의 친구                                               | 코야마 리키야   |
| 2018       | 성난황소                         | 김민호         | 강동철               | 본작의 주인공                                                            | 코야마 리키야   |
| 2018       | 동네사람들                       | 임진순         | 역기철               | 본작의 주인공                                                            | 코야마 리키야   |
| 2018       | 원더풀 고스트                    | 조원희         | 최장수               | 본작의 주인공                                                            | 코야마 리키야   |
| 2018       | 천만영화 신과함께: 인과 연       | 김용화         | 성주신               |                                                                          | 코야마 리키야   |
| 2018       | 챔피언                           | 김용완         | 마크                 |                                                                          | 키쿠치 야스히로 |
| 2017       | 천만영화 신과함께: 죄와 벌       | 김용화         | 성주신               |                                                                          | 코야마 리키야   |
| 2017       | 부라더                           | 장유정         | 석봉                 | 본작의 메인 주인공                                                       |                 |
| 2017       | 범죄도시                         | 강윤성         | 마석도               | 금천서 강력1반 부반장                                                    | 키쿠치 야스히로 |
| 2017       | 특별시민                         | 박인제         | 적재적소 신부        | 우정출연                                                                 |                 |
| 2016       | 두 남자                          | 이성태         | 송형석               |                                                                          |                 |
| 2016       | 천만영화 부산행                  | 연상호         | 윤상화               | 본작의 서브 주인공                                                       | 코야마 리키야   |
| 2016       | 굿바이 싱글                      | 김태곤         | 박평구               |                                                                          |                 |
| 2016       | 섬. 사라진 사람들                | 이지승         | 강 형사 (목소리)     | 우정출연                                                                 |                 |
| 2015       | 오월                             |                |                      |                                                                          |                 |
| 2015       | 함정                             | 권형진         | 박성철               | 본작의 메인 빌런이자 진 최종 보스                                        |                 |
| 2015       | 천만영화 베테랑                  | 류승완         | 아트박스 사장 마석도 | 우정출연                                                                 |                 |
| 2015       | 악의 연대기                      | 백운학         | 오 형사              |                                                                          |                 |
| 2014       | 상의원                           | 이원석         | 판수                 |                                                                          |                 |
| 2014       | 군도: 민란의 시대                | 윤종빈         | 천보                 |                                                                          |                 |
| 2014       | 일대일                           | 김기덕         | 그림자리더           |                                                                          |                 |
| 2013       | 살인자                           | 이기욱         | 임주협               | 본작의 메인 빌런이자 진 최종 보스                                        |                 |
| 2013       | 더 파이브                        | 정연식         | 장대호               |                                                                          |                 |
| 2013       | 결혼전야                         | 홍지영         | 양건호               |                                                                          |                 |
| 2013       | 배우는 배우다                    | 신연식         | 깡다구               | 특별출연                                                                 |                 |
| 2013       | 미스터 고                        | 김용화         | 해설위원             | 특별출연                                                                 |                 |
| 2013       | 신세계                           |                | 조형주 과장          | 우정출연                                                                 |                 |
| 2013       | 48미터                           |                | 본인                 | 우정출연                                                                 |                 |
| 2013       | 뜨거운 안녕                      |                | 무성                 |                                                                          |                 |
| 2013       | 노리개                           |                | 이장호               |                                                                          |                 |
| 2012       | 공정사회                         |                | 마형사               |                                                                          |                 |
| 2012       | 반창꼬                           |                | 소방서 반장          |                                                                          |                 |
| 2012       | 이웃사람                         |                | 안혁모               |                                                                          |                 |
| 2012       | 네버 앤딩 스토리                 |                | 뒷목남               | 우정출연                                                                 |                 |
| 2012       | 댄싱퀸                           |                | 게이커플1            | 우정출연                                                                 |                 |
| 2012       | 감기                             |                | 전국환               |                                                                          |                 |
| 2012       | 무대는 나의 것                   |                |                      |                                                                          |                 |
| 2012       | 인류멸망보고서                   |                | 불량청소년1          | 우정출연 seg. 멋진 신세계                                                |                 |
| 2011       | 범죄와의 전쟁: 나쁜놈들 전성시대 |                | 김서방               |                                                                          |                 |
| 2011       | 통증                             |                | 범노                 |                                                                          |                 |
| 2011       | 퍼펙트 게임                      |                | 박만수               |                                                                          |                 |
| 2011       | 퀵                               |                | 김주철               |                                                                          |                 |
| 2010       | 심야의 FM                        |                | 손덕태               |                                                                          |                 |
| 2010       | 우리 만난 적 있나요              |                | 승환                 |                                                                          |                 |
| 2010       | 부당거래                         |                | 마대호               |                                                                          |                 |
| 2009       | 인사동 스캔들                    |                | 상복                 |                                                                          |                 |
| 2009       | 국가대표                         |                | 형사                 | 우정출연                                                                 |                 |
| 2008       | 래빗                             |                | 동석                 |                                                                          |                 |
| 2008       | 좋은놈 나쁜놈 이상한놈           |                | 창이파의 넘버 3, 곰  |                                                                          |                 |
| 2008       | 비스티 보이즈                    |                | 창우                 |                                                                          |                 |
| 2007       | 내 생애 최악의 남자              |                | 호섭                 |                                                                          |                 |
| 2006       | 썬데이 서울                      |                | 형사 1               |                                                                          |                 |
| 2005       | 천군                             |                | 황상욱               |                                                                          |                 |
| 2004       | 바람의 전설                      |                | 떡볶이 동생          |                                                                          |                 |

### 드라마
| 연도 | 방송                   | 제목               | 역할            | 비고           | 일본판 성우진 |
| ---- | ---------------------- | ------------------ | --------------- | -------------- | ------------- |
| 미정 |                        | 하이브             | 개장수          |                |               |
| 미정 |                        | 더 클럽            |                 |                |               |
| 2024 | KBS2                   | 트웰브             | 태산            |                |               |
| 2023 | 디즈니+                | 무빙               | 이거석          | 특별출연       |               |
| 2020 | OCN                    | 번외수사           | 진우택          | 사진, 특별출연 |               |
| 2016 | 다음 tv팟(현 카카오TV) | 통 메모리즈        | 황태열 형       | 특별출연       |               |
| 2016 | OCN                    | 38사기동대         | 백성일 / 박웅철 | 16부작         |               |
| 2015 | 미국 Netflix           | 센스에잇           | 기도            | 12부작         |               |
| 2014 | OCN                    | 나쁜 녀석들        | 박웅철          | 11부작         |               |
| 2012 | tvN                    | 닥치고 꽃미남 밴드 | 실바(김수복)    | 16부작         |               |
| 2011 | MBC                    | 나도, 꽃!          | 형사            | 15부작         |               |
| 2010 | SBS                    | 닥터 챔프          | 오정대          | 16부작         |               |
| 2009 | SBS                    | 태양을 삼켜라      | 이강래          | 25부작         |               |
| 2008 | KBS2                   | 강적들             | 표철호          | 16부작         |               |
| 2008 | 드라맥스               | 알리바이 주식회사  | 박상박          | 8부작          |               |
| 2008 | SBS                    | 타짜               | 뺀지            | 21부작         |               |
| 2008 | SBS                    | 불한당             | 종구            | 16부작         |               |
| 2007 | MBC                    | 히트               | 남성식          | 20부작         |               |

### 광고
- 2011년 SK브로드밴드 고객만족 편
- 2012년 삼성전자 갤럭시 Tab 러닝허브
- 2014년 하나은행 난 할 수 있어 적금: 마동석 편
- 2014~2017년 배달통
- 2014년 게임네트워크,웹전 플라곤: 캘리 편
- 2015년 사조참치 생생참치: 선장 편
- 2015년 동서식품 핫초코 미떼: 순해요 편
- 2016년 SK텔레콤 쿠키즈: 키즈 케어 플랫폼 편(with 김설)
- 2016년 카카오게임즈 백전백승 for kakao: 자유전직 RPG 편
- 2016년 식품의약품안전처 마약중독 캠페인
- 2016년 유한양행 유한젠
- 2016년 아모레퍼시픽 에뛰드 애니쿠션 크림필터: 모닝광 쿠션 편(with 크리스탈)
- 2016년 동서식품 오레오: 환상의짝꿍 편
- 2016~2017년 오뚜기 오뚜기 죽: 오죽이네 편
- 2017년 한국코카콜라 미닛메이드 스파클링: 마초, 러블리 편
- 2018년 불스원샷 (with 유재석)
- 2018년 일동제약 지큐랩
- 2018년 야나두
- 2020년 U+
- 2021년 노랑통닭
- 2021년 이카루스 이터널
- 2021년 배틀그라운드단편영화:《그라운드 제로》
- 2022년 글락소스미스클라인 대상포진 예방 캠페인

## 수상 및 후보
| 연도 | 시상식                        | 부문                       | 작품        | 결과 |
| ---- | ----------------------------- | -------------------------- | ----------- | ---- |
| 2012 | 제33회 청룡영화상             | 남우조연상                 | 이웃사람    | 후보 |
| 2013 | 제49회 백상예술대상           | 영화부문 남자 조연상       | 이웃사람    | 수상 |
| 2013 | 제22회 부일영화상             | 남우조연상                 | 이웃사람    | 후보 |
| 2013 | 제18회 부천국제판타스틱영화제 | 잇스타상                   | 이웃사람    | 수상 |
| 2016 | 제5회 에이판 스타 어워즈      | 남자 조연상                | 38 사기동대 | 후보 |
| 2016 | 제25회 부일영화상             | 남우조연상                 | 굿바이 싱글 | 후보 |
| 2016 | 제37회 청룡영화상             | 남우조연상                 | 부산행      | 후보 |
| 2017 | 제8회 올해의 영화상           | 남우조연상                 | 부산행      | 수상 |
| 2017 | 제11회 아시안 필름 어워즈     | 남우조연상                 | 부산행      | 후보 |
| 2017 | 제53회 백상예술대상           | 영화부문 남자 조연상       | 부산행      | 후보 |
| 2017 | 제22회 춘사영화상             | 남우조연상                 | 부산행      | 후보 |
| 2018 | 골든에그어워즈                | 남자배우상                 | 범죄도시    | 수상 |
| 2018 | 제54회 백상예술대상           | 영화부문 남자 최우수연기상 | 범죄도시    | 후보 |
| 2018 | 제23회 춘사영화제             | 남우주연상                 | 범죄도시    | 후보 |
| 2018 | 제27회 부일영화상             | 남자 인기스타상            | 범죄도시    | 후보 |
| 2018 | 제55회 대종상                 | 기획상                     | 범죄도시    | 후보 |
| 2018 | 제2회 한중국제영화제          | 남우주연상                 | 범죄도시    | 수상 |
| 2019 | 제53회 납세자의 날            | 서울지방국세청장상         | 빈칸        | 수상 |
| 2022 | 제12회 아름다운 예술인상      | 영화예술인상               | 빈칸        | 수상 |
| 2022 | 제9회 한국영화제작가협회상    | 남우주연상                 | 범죄도시 2  | 수상 |
| 2023 | CJ ENM 비저너리 어워즈        | 올해의 비저너리 10인 선정  | 빈칸        | 수상 |
| 2023 | 제59회 백상예술대상           | 영화부문 남자 최우수연기상 | 범죄도시 2  | 후보 |
| 2023 | 올해의 브랜드 대상            | 남자배우 영화 부문         | 범죄도시 3  | 수상 |
| 2024 | 올해의 브랜드 대상            | 남자배우 영화 부문         | 범죄도시 4  | 수상 |